# 4-es busz (Nyíregyháza)
A nyíregyházi 4-es jelzésű autóbusz az Autóbusz-állomás és Oros között közlekedik. Megállóinak száma Oros felé 18, az Autóbuszállomás felé 19 db. A vonalat a Volánbusz üzemelteti.

## Útvonal
Oros felé:
Autóbusz-állomás - Mező u. 5. - Rákóczi u. 50. - Búza tér - Vay Ádám krt. - Kodály Zoltán Ált. Iskola - Bujtos u. - Rendelőintézet - Sport u. - Gomba u. - Tujafa u. - Naspolya u. - Szarkaláb u. - Élet u. - Orosi elág. - Oros, iskola - Oros, ABC - Oros, Magyar u. 5.
Autóbusz-állomás felé:
Oros, Takarék köz - Oros, ABC - Oros, iskola - Orosi elág. - Élet u. - Szarkaláb u. - Naspolya u. - Tujafa u. - Gomba u. - Sport u. - Rendelőintézet -Bujtos u. - Kodály Zoltán Ált. Iskola - Vay Ádám krt. - Búza tér - Rákóczi u. 50. - Mező u. - Konzervgyár - Autóbusz-állomás